# Rutgers University Press
Rutgers University Press (RUP), que l'on peut traduire en « Presses universitaires de Rutgers », est une maison d'édition universitaire américaine fondée en 1936 sous les auspices de l'université Rutgers.